# 方实孙
方实孙（?—?），字端仲，一字端卿，号淙山。南宋兴化军莆田（今福建莆田）人。
父方正子，娶妻刘氏。方實孫之生卒年不详，庆元五年（1199年）进士。以所著《易説》上於朝，遂以布衣入史局，後以風聞罷歸。著述多散佚，有《淙山读易记》二十一卷存世。又有《读诗》、《经说》、《太极说》、《西铭说》等。